# Wiesbaden-Bierstadt
Bierstadt ist ein Ortsbezirk der hessischen Landeshauptstadt Wiesbaden.
Die ehemals selbständige Gemeinde, die am 1. April 1928 eingemeindet wurde, liegt unmittelbar östlich der Wiesbadener Innenstadt und hat 12.613 Einwohner.

## Geographische Lage
Im Nordwesten grenzen das Aukammtal und das Wiesbadener Kurgebiet an, im Norden die Vororte Sonnenberg, Rambach und Heßloch, im Osten Kloppenheim und Igstadt, im Süden Erbenheim und die Housing Area Hainerberg der Streitkräfte der Vereinigten Staaten. Im Norden schließt eine Riedellandschaft mit dem Naturschutzgebiet Hangwiesen Aussicht/Lerchenberg und dem Lindenthaler Hof an.

## Geschichte

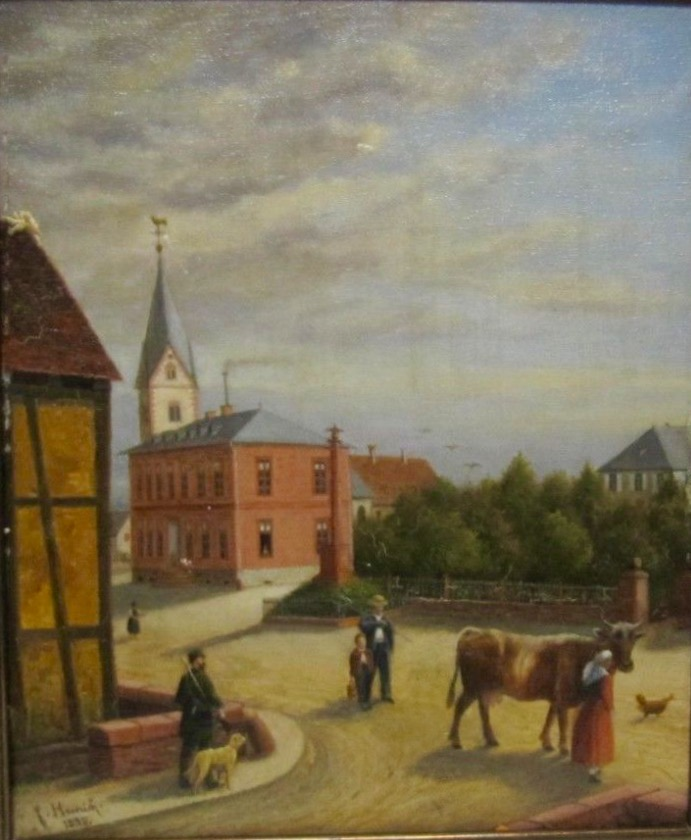
Bierstadt im Jahr 1898 mit Ansicht der Kirche, der alten Schule und des Kriegerdenkmals, Gemälde von F. Henrich

Die ältesten Siedlungsspuren im Bierstadter Raum stammen aus der Steinzeit. Als „Birgidestad“ wurde Bierstadt in einer Schenkungsurkunde vom 12. März 927 erstmals erwähnt. Der Ort ist eine Gründung irischer Mönche, die ihn nach der irischen Nationalheiligen Brigida von Kildare benannten. Aus dem 11./12. Jahrhundert stammt die evangelische Kirche, die nicht nur die älteste Kirche Wiesbadens, sondern nach der aus der Römerzeit stammenden Heidenmauer in der Wiesbadener Innenstadt das zweitälteste Baudenkmal der Stadt überhaupt ist. Bierstadt gehörte in der Folge zu Nassau, unterlag aber zugleich starken Einflüssen des Kurfürstentums Mainz. Im Zuge der Reformation gelangte Bierstadt dann vollständig unter nassauische Herrschaft.
Nach dem Ende des Dreißigjährigen Krieges zählte der Ort nur noch 17 Bürger. Die Bemühungen um einen Wiederaufbau wurden durch eine Feuersbrunst im Jahr 1691 zurückgeworfen; Mitte des 18. Jahrhunderts gab es aber wieder etwa 500 Einwohner. Mit dem Aufstieg Nassaus zum Herzogtum und der Säkularisation der klösterlichen Güter zu Beginn des 19. Jahrhunderts kehrte eine Phase der Ruhe ein. Als Nassau im Jahr 1866 Teil Preußens wurde, machte sich die Nähe Wiesbadens immer stärker bemerkbar und führte zu einem Rückgang der Landwirtschaft zugunsten von Industrie und Kurwesen.
Im Jahr 1905 hatte Bierstadt schon 3870 Einwohner. Zu Beginn des 20. Jahrhunderts wurden die Kontakte zum benachbarten Wiesbaden immer enger: Die Wasser-, Strom- und Gasversorgung Bierstadts erfolgte von Wiesbaden aus, und ab 1910 gab es eine Straßenbahnverbindung. Ab 1898 war geplant, auf der Bierstadter Höhe einen großen Aussichtsturm zu errichten. Gebaut wurde aber nur 1910 ein hölzernes Provisorium, welches 1918 abgerissen wurde. Am 1. April 1928 wurde Bierstadt schließlich nach Wiesbaden eingemeindet.
Im Dritten Reich wurde auch Bierstadt vom Nationalsozialismus dominiert. So wurde am 9. November 1938 auch die aus dem Jahr 1827 stammende Bierstadter Synagoge zerstört. Im Zweiten Weltkrieg wurde Bierstadt von einigen Bombenangriffen getroffen und zu weiten Teilen zerstört oder beschädigt. Nach dem Krieg fand eine große Zahl von Flüchtlingen und Heimatvertriebenen ihre neue Heimat in Bierstadt, so dass der Stadtteil auf 7.000 Einwohner anwuchs. Außerdem wurden auf Bierstadter Gemarkung etwa 1.800 Wohnungen für die amerikanischen Besatzungstruppen errichtet. Im Jahr 1970 war Bierstadt dann bereits auf 12.000 Einwohner angewachsen.

## Politik

### Wahlergebnisse zum Ortsbeirat
Seit 1972 wird im Rahmen der Kommunalwahlen in Hessen auch der Ortsbeirat des Ortsbezirkes Bierstadt gewählt. Nach den einzelnen Wahlergebnissen ergab sich jeweils folgende Sitzverteilung:
- Linke: 1
- SPD: 4
- Grüne: 3
- CDU: 5
- FDP: 2

| Wahljahr | CDU | SPD | GRÜNE | FDP | LINKE | Gesamt |
| -------- | --- | --- | ----- | --- | ----- | ------ |
| 2021     | 5   | 4   | 3     | 2   | 1     | 15     |
| 2016     | 5   | 5   | 2     | 2   | 1     | 15     |
| 2011     | 7   | 6   | 0     | 1   | 1     | 15     |
| 2006     | 7   | 5   | 2     | 1   | 0     | 15     |
| 2001     | 8   | 4   | 1     | 1   | 0     | 15     |
| 1997     | 8   | 5   | 2     | 0   | 0     | 15     |
| 1993     | 7   | 5   | 2     | 1   | 0     | 15     |
| 1989     | 6   | 6   | 2     | 1   | 0     | 15     |
| 1985     | 7   | 6   | 1     | 1   | 0     | 15     |
| 1981     | 8   | 6   | 0     | 2   | 0     | 15     |
| 1977     | 9   | 6   | 0     | 1   | 0     | 15     |
| 1972     | 7   | 7   | 0     | 1   | 0     | 15     |

## Stadtteilpartnerschaft
Seit dem 10. Dezember 1991 besteht eine Partnerschaft mit der französischen Gemeinde Terrasson-Lavilledieu. Der Ort liegt an den Ufern der Vézère in Südwestfrankreich, etwa 150 km östlich von Bordeaux in der Region Nouvelle-Aquitaine, mit der das Land Hessen eine Regionalpartnerschaft unterhält. Ab 2011 besteht eine Freundschaft mit der Stadt Theux in der Provinz Lüttich in Belgien.

## Sehenswürdigkeiten

### Evangelische Kirche

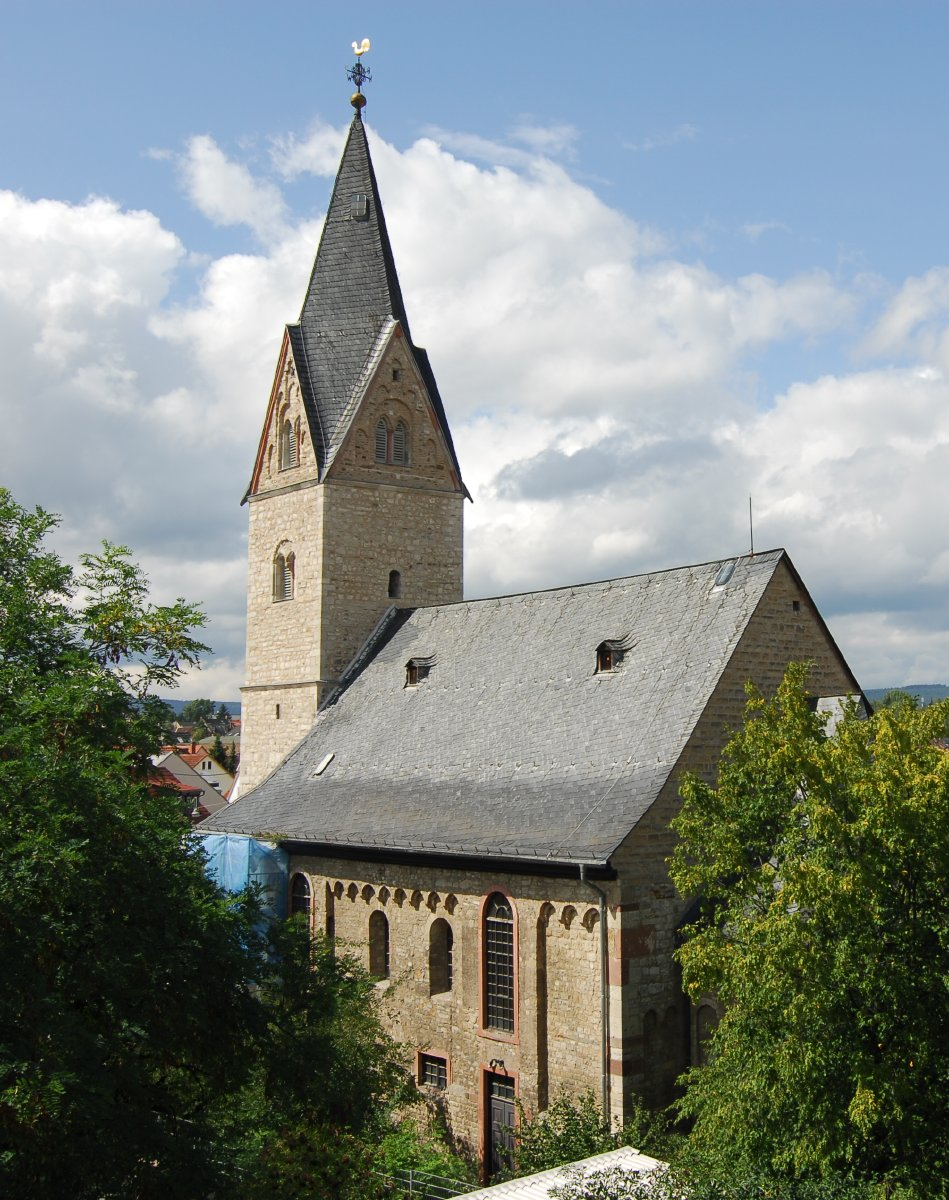
Evangelische Kirche

Die ehemals katholische, dem Hl. Nikolaus von Myra geweihte Kirche, die heutige evangelische Pfarrkirche, ist nicht nur die älteste Kirche Wiesbadens, sondern nach der Heidenmauer das zweitälteste Baudenkmal der Stadt überhaupt. Das „in der 2. Hälfte des 11. Jahrhunderts“ errichtete Gotteshaus wurde in den Jahren 1731–34 umgebaut. Bedeutsam ist vor allem der im Originalzustand erhaltene Türsturz in der Südwand, auf dem sich Ritzzeichnungen aus romanischer Zeit befinden. Der Turm stammt aus dem 12. Jahrhundert. Im Inneren der Kirche finden sich Wandmalereien aus dem 14. Jahrhundert sowie ein um 1501 entstandener Flügelaltar.
Während Restaurierungs- und Sicherungsarbeiten fanden sich 2007 an der Südfassade unterhalb des regengeschützten Dachüberstandes der Kirche Farbreste. Sie lassen vermuten, dass die Kirche einst ähnlich gefasst war wie die St.-Clemens-Kirche von Schwarzrheindorf.

### Bierstadter Warte
Der aus dem Jahr 1473 stammende Wachturm Bierstadter Warte steht auf der Höhe zwischen der Innenstadt und dem Stadtteil. Graphisch stilisiert schmückt der Turm als Wahrzeichen das Wappen von Bierstadt. Dort befand sich bis 1918 auch der Bismarckturm.

### Aukammtal
In Richtung Rambachtal und Kurpark liegt das in den 1970er Jahren als Naherholungsgebiet gestaltete Aukammtal mit seinem Thermalbad. Im östlichen Teil ist eine auenähnliche Landschaft entstanden. Dahinter liegt der Apothekergarten.

## Infrastruktur
In Bierstadt gibt es eine Bücherei, eine Grundschule (Grundschule Bierstadt – ehemaliger Name: Hermann-Löns-Schule; der Standort Robert-Koch-Schule wurde mit Beginn des Schuljahrs 2010/11 aufgegeben) und eine weiterführende Schule, die Theodor-Fliedner-Schule, die mit Beginn des Schuljahres 2009/10 von einer Kooperativen Gesamtschule in ein Gymnasium umgewandelt worden ist. Eine Vielzahl von Vereinen bündelt sportliche und kulturelle Aktivitäten.
Bierstadt übt als größter der östlichen Vororte in gewissem Umfang zentralörtliche Funktionen aus. So ist die Ortsverwaltung auch für die Vororte Erbenheim, Igstadt, Kloppenheim und Heßloch zuständig; außerdem verfügt Bierstadt über eine Vielzahl unterschiedlicher Geschäfte und Gaststätten. Industrie hingegen gibt es in Bierstadt nicht, lediglich ein kleineres Gewerbegebiet. In einem neuen Gewerbegebiet am östlichen Ortsrand siedeln sich seit 2006 die ersten Betriebe an. Ebenfalls am östlichen Ortsrand findet man mehrere Baumschulen und Großgärtnereien, von denen einige schon zur Kaiserzeit betrieben wurden.
Freitags nachmittags findet auf dem Platz vor der evangelischen Kirche ein kleiner Wochenmarkt statt.
Ein bedeutender Wirtschaftsfaktor ist die kommerzielle Pferdehaltung. Kein anderer Wiesbadener Ortsteil weist so viele Pferdestellplätze und -gatter auf wie Bierstadt.
Bierstadt hat 797 Gewerbebetriebe (11,7 % prod. Gewerbe/Handwerk, 16,7 % Einzelhandel, 56,6 % Dienstleistung; Stand: 1. Januar 2005). Die Eigenheimquote (Anteil Ein- bis Zweifamilienhäuser) von 67,3 % unterstreicht die relativ hohe Kaufkraftquote je Einwohner (22.505 Euro, Stand: 2005).
Über die Neuigkeiten aus Bierstadt informieren monatlich die Bierstadter Nachrichten. Vorläuferin dieser Zeitung, die mittlerweile über Anzeigen finanziert und kostenlos an alle Haushalte verteilt wird, war die seit 1901 erscheinende Bierstadter Zeitung.
Bierstadt ist über die Bundesstraße 455 leicht zu erreichen. Mehrere Buslinien verbinden Bierstadt in elf Minuten mit dem Wiesbadener Hauptbahnhof sowie in zehn Minuten mit der Wiesbadener Innenstadt. Die ÖPNV-Erreichbarkeit liegt bei 90,4 % (1. Januar 2005).

## Vereine
Seit 1924 gibt es die Interessen-Gemeinschaft Bierstadter Ortsvereine (IG). Seit der Nachkriegszeit hatte die Interessen-Gemeinschaft 9 Vorsitzende: 1951–1953 Karl Sulzbach, bis 1955 Emil Hofmann, bis 1956 Karl Kayser, bis 1978 Karl Wex, bis 1981 Erich Mai, bis 1991 Arno Schiller, bis 1998 Horst Kessel, bis 2011 Bernd Mai, bis 2015 Frau Ingeborg Hildmann-Lorenz, aktueller IG-Vorsitzender ist Jürgen Geisel.

### Sportvereine
- TV Bierstadt. Der größte Sportverein des Stadtteils ist der 1881 gegründete Turnverein (TV) Bierstadt. Er deckt mehrere Sportarten ab: Neben der mit rund 1100 Mitgliedern größten Abteilung Turnen und Fitness gibt es auch eine für Handball, Tischtennis, Wandern und Freizeitaktivitäten
- FC 1934 Bierstadt. Der Fußballverein Bierstadt spielt in der Spielzeit 2023/24 in der Gruppenliga Wiesbaden, der Spielklasse unterhalb der Verbandsliga Hessen. Spielstätte für die Heimstätte ist der Sportplatz an der Nauroder Straße (B 455). Der Verein verfügt auch über eine Boule-, Schach- und Beachvolleyballabteilung. Die Vereinsfarben sind blau und orange.
- PSV Pferdesportverein 1925 Wiesbaden-Bierstadt
- Budo-Schule Wiesbaden  (Taekwon-Do und Ju-Jutsu)
- Tennisclub Bierstadt (gegründet 1977)
- Schützenverein 1953 Bierstadt

### Zuchtvereine
- Brieftaubenverein
- Kleintierzuchtverein
- Verein für Deutsche Schäferhunde
- Verein der Vogelliebhaber

### Kulturelle Vereine
- Carneval-Freunde-Bierstadt
- Carneval Verein Bierstadt
- Deutsch-Irische Gesellschaft
- Fichter Kerbegesellschaft
- Gesangverein 1859 Frohsinn
- Heimatverein Bierstadt
- Katholischer Kirchenchor St. Birgid
- Männergesangverein 1883 Bierstadt
- Volksbildungswerk Bierstadt
- DPSG Stamm Mutter Teresa

### Gemeinnützige Vereine
- Arbeiterwohlfahrt OG. Bierstadt
- Deutsches Rotes Kreuz OV Bierstadt
- Förderverein der Grundschule Bierstadt e. V.
- Förderverein Handball Bierstadt
- Förderverein des FC 34 Bierstadt
- Freiwillige Feuerwehr Bierstadt
- Partnerschaftsverein Bierstadt - Terrasson
- Sudetendeutsche Landsmannschaft
- Vdk Sozialverband OV Bierstadt

### Gewerbliche Vereine
- Haus- und Grundbesitzerverein Bierstadt
- Landfrauenverein Bierstadt
- Ortsbauernschaft Bierstadt

## Standardschrift für Microsoft
Ende April 2021 kündigte das Unternehmen Microsoft an, die Standardschrift Calibri ab dem Jahr 2022 durch eine neue Schrift zu ersetzen. Eine der fünf Kandidatinnen für den Ersatz der Calibri, über die die weltweite Nutzergemeinde abstimmen soll, trug den Namen Bierstadt. Allerdings ließ sich deren Schriftdesigner Steve Matteson für die Bezeichnung der Schrift nicht vom Wiesbadener Stadtbezirk, sondern vom Mount Bierstadt in den Rocky Mountains inspirieren; dieser wurde nach dem Landschaftsmaler Albert Bierstadt benannt. Nichtsdestotrotz startete die Stadt Wiesbaden gemeinsam mit der Wiesbadener Kreativagentur Q eine Initiative, um Aufmerksamkeit auf die Schrift Bierstadt zu lenken und damit den Ausgang der Abstimmung über die Calibri-Nachfolgeschrift zu beeinflussen. Zahlreiche Medien berichteten über diese Initiative.

## Persönlichkeiten
- Jacob Ludwig Schellenberg (* 16. April 1728 in Grävenwiesbach; † 8. März 1808 in Bierstadt), evangelischer Geistlicher und Pädagoge
- Carl Wilhelm Bierbrauer (* 1881 in Bierstadt; † 1962 ebenda), Bildhauer
- Wilhelm Hirsch (* 1887 in Bierstadt; † 1957 in Wiesbaden), Gartenarchitekt und Landschaftsplaner
- Gerhard Dann (* 26. Juni 1935 in Gießen; † 25. September 2014), Politiker (SPD) und Mitglied des Hessischen Landtags, lebte in Wiesbaden-Bierstadt
- Heiko Reinemer (* 14. Juni 1945 in Bierstadt), deutscher Meister im Kunstturnen und Olympiateilnehmer 1968 in Mexiko.